# 2 Paint It Gold
Albums de Maki Gotō
Makking Gold 1
(2003) 3rd Station
(2005)
EPs par Maki Gotō
Ken & Mary no Merikenko On Stage!
(2003)
Singles
② Paint It Gold ou 2 Paint It Gold (②ペイント イット ゴールド) est le 2e album en solo de Maki Gotō dans le cadre du Hello! Project, sorti en janvier 2004 au Japon.

## Présentation
L'album sort le 28 janvier 2004 au Japon sous le label Piccolo Town, écrit et produit par Tsunku. Il atteint la 4e place du classement de l'Oricon. Il se vend à 39 724 exemplaires la première semaine, et reste classé pendant 5 semaines, pour un total de 52 040 exemplaires vendus. C'est son 2e album le plus vendu à ce jour (2010).
Il contient quatre titres sortis précédemment en singles en 2003 : Uwasa no Sexy Guy, Scramble, Daite yo! Please Go On et Genshoku Gal Hade ni Ikube!. Il contient également trois reprises : une version en solo de la chanson Shiawase Desu ka? du groupe "shuffle unit" Sexy 8 (avec Gotō) sortie en single en 2002, une version en solo de la chanson Kuchizuke no Sono Ato du groupe Morning Musume (alors avec Gotō) figurant sur l'album 3rd -Love Paradise- de 2000, et une version en "duo" avec le groupe Melon Kinenbi de la chanson Mirai no Tobira de Morning Musume (alors sans Gotō) figurant sur l'album First Time de 1998.

## Liste des titres
Toutes les chansons sont écrites et composées par Tsunku.
| 1.  | Uwasa no SEXY GUY (うわさのSEXY GUY)                                           | Suzuki "Daichi" Hideyuki | 4:00 |
| 2.  | Genshoku GAL Hade ni Ikube! (原色GAL 派手に行くべ!)                            | Takahashi Yuichi         | 4:19 |
| 3.  | Love. Believe it! (LOVE。BELIEVE IT!)                                          | Suzuki "Daichi" Hideyuki | 4:28 |
| 4.  | Daite yo! Please Go On (抱いてよ! PLEASE GO ON)                                | Suzuki "Daichi" Hideyuki | 3:43 |
| 5.  | Shiawase Desu ka? (Goto Version) (幸せですか?（後藤Version）)                  | Suzuki "Daichi" Hideyuki | 3:45 |
| 6.  | Namida no Hoshi (涙の星)                                                       | Maejima Yasuaki          | 4:59 |
| 7.  | Kuchizuke no Sono Ato (Goto Version) (くちづけのその後（後藤Version）)         |                          | 4:38 |
| 8.  | Mirai no Tobira (Goto with Melon Kinenbi) (未来の扉（後藤 with メロン記念日）) | Imai Ryosuke             | 4:09 |
| 9.  | Himitsu (秘密)                                                                 | Asai Yasuo               | 5:15 |
| 10. | Paint It Gold (ペイント イット ゴールド)                                       | Suzuki "Daichi" Hideyuki | 4:22 |
| 11. | Scramble (スクランブル)                                                        | Suzuki "Daichi" Hideyuki | 5:12 |